# 稀有白甲鱼
稀有白甲鱼（学名：Onychostoma rarus）为輻鰭魚綱鯉形目鲤科白甲鱼属的鱼类，俗名罗扁鱼、网鱼。在中国，分布于珠江、沅江等水系，體長可達29.1公分，棲息在河川底中層水域，生活習性不明。该物种的模式产地在贵州运江。

## 扩展阅读
維基物種上的相關：稀有白甲鱼